# انتوني سوبرفي
انتوني سوبرفي (بالفرنسية: Anthony Soubervie)‏ (24 أبريل 1984 بكايين في فرنسا - ) هو لاعب كرة قدم فرنسي في مركز الدفاع. شارك مع منتخب غويانا الفرنسية لكرة القدم. أما مع النوادي، فقد لعب مع نادي بايون ونادي بولون ونادي روان وSR Colmar ‏.

## وصلات خارجية
- انتوني سوبرفي على موقع قاعدة بيانات كرة القدم.إي يو (الإنجليزية)
- انتوني سوبرفي على موقع ناشيونال فوتبول تيمز (الإنجليزية)
- انتوني سوبرفي على موقع Soccerway.com (الإنجليزية)